# Molecular Diversity
Molecular Diversity, abgekürzt Mol. Divers.,  ist eine wissenschaftliche Fachzeitschrift, die vom Springer-Verlag veröffentlicht wird. Die erste Ausgabe erschien im Jahr 1995. Derzeit erscheint die Zeitschrift mit vier Ausgaben im Jahr. Es werden Artikel veröffentlicht, die sich mit molekularer Diversität und kombinatorischer Chemie beschäftigen.
Der Impact Factor lag im Jahr 2020 bei 2.943. Nach der Statistik des Web of Science wird das Journal mit diesem Impact Factor in der Kategorie angewandte Chemie an 31. Stelle von 74 Zeitschriften, in der Kategorie medizinische Chemie an 38. Stelle von 62 Zeitschriften und in der Kategorie multidisziplinäre Chemie an 92. Stelle von 178 Zeitschriften geführt.